# 麻将世锦赛
麻将世界锦标赛是在世界麻將組織（World Mahjong Organization）之组织下决定出麻将世界冠军的四年一度的赛事。男女均可参加，锦标赛分为个人及团体两个项目。
由于二十世纪初麻将在世界范围内的传播，麻将本身的规则在世界各地都有差异。1998年一月，麻将被中华人民共和国国家体育总局认证成为第255项体育运动。同年九月，统一的中国麻将规则被规范化到世界范围的比赛里。2002年10月23日，第一次为期三天的世界麻将锦标赛在日本东京飯田橋举行，但是这次锦标赛并没有被认为是第一届世界麻将锦标赛。
2006年，在世界麻将联合会（WMO）成立以后，第一届为期五天的官方世界麻将锦标赛于2007年11月1日在四川成都举行。清华大学的学生Li Li获得个人冠军。在团体项目上中国山西省的介休队以94分赢得冠军。

## 外部連結
- 麻將世錦賽北京選手榮膺雀神 稱競技麻將很健康